# Perissolestes guianensis
Perissolestes guianensis är en trollsländeart som först beskrevs av Williamson och Will. 1924.  Perissolestes guianensis ingår i släktet Perissolestes och familjen Perilestidae. Inga underarter finns listade i Catalogue of Life.